# ألميرا سكريبشينكو
ألميرا سكريبتشينكو (من مواليد 17 فبراير 1976) هي لاعبة شطرنج مولدوفية فرنسية تحمل ألقاب الأستاذ الدولي (IM) والغراند ماستر للسيدات (WGM). فازت ببطولة الشطرنج الفردية الأوروبية للسيدات في عام 2001، وهي بطلة الشطرنج الفرنسية للسيدات سبع مرات.

## شطرنج
ولدت سكريبتشينكو في كيشيناو لأب أوكراني وأم أرمنية، وكلاهما معلمين ومدربين للشطرنج، وبدأت لعب الشطرنج عندما كان عمرها 6 سنوات. كانت والدتها نيرا أجابابيان بطلة الشطرنج للسيدات في مولدوفا 7 مرات.
وفي عام 1991، أصبحت مولدوفا مستقلة عن الاتحاد السوفييتي. وهذا يعني أن سكريبتشينكو يمكنها المشاركة لأول مرة في بطولة العالم للشطرنج للشباب. توجت بطلة العالم للفتيات تحت 16 عامًا في عام 1992 في دويسبورغ، ألمانيا. وفي عام 1993، حصلت على الميدالية البرونزية في بطولة العالم للفتيات تحت 18 عامًا.
تزوجت من المعلم الفرنسي الكبير جويل لوتييه في عام 1997، وبالتالي انتقلت للعيش في فرنسا. وعلى الرغم من انفصالها عن لوتييه في عام 2002، أصبحت مواطنة فرنسية في عام 2001 واستمرت في جعل فرنسا وطنها. ثم تزوجت سكريبتشينكو من المعلم الفرنسي الكبير لورون فريسينيه وفي يناير 2007، أنجبا ابنة.
في عام 2001، عندما كان عمرها 25 عامًا، احتفلت بأكبر نجاح لها على الإطلاق، حيث فازت ببطولة الشطرنج الفردية الأوروبية للسيدات. اختيرت في ذلك الوقت "أفضل رياضية لعام 2001 في مولدوفا" وحصلت على وسام الاستحقاق الوطني في بلدها الأصلي.
في عام 2004، فازت بكأس شمال الأورال، وهي البطولة الدولية الثانية للاعبات الشطرنج. أقيمت البطولة في كراسنوتوريينسك، وتضم دورة روبن المكونة من تسع جولات عشرة من أقوى اللاعبات في العالم. وأنهت سكريبتشينكو السباق بفارق نصف نقطة أمام مايا تشيبوردانيدزه، بطلة العالم السابقة للسيدات، وهزمتها أيضًا في مواجهتهما الفردية. في عام 2005، فازت ببطولة أكسنتوس للسيدات في بيال. وصلت سكريبتشينكو إلى الدور ربع النهائي في بطولة العالم للشطرنج للسيدات أعوام 2000 و2001 و2010.
تعيش سكريبتشينكو في باريس وتمثل فرنسا في البطولات منذ عام 2002، وأصبحت سفيرة مشهورة للعبة في أوروبا. شاركت في البطولة الفردية الفرنسية للرجال (2002، 2003). فازت ببطولة الشطرنج الفرنسية للسيدات في أعوام 2004 و2005 و2006 و2010 و2012 و2015. وفي اللعب الجماعي، فازت بدوري الشطرنج الوطني الفرنسي مع نادي NAO للشطرنج (2003 و2004). ومع كليشي إيتشيكس (2007، 2008، 2012 و2013) والدوري الألماني للشطرنج مع فيردر بريمن (2005). تشمل انتصاراتها المهنية أيضًا ثلاثة ألقاب وطنية للسيدات (حصلت عليها مع بادن أوس في أعوام 2003 و2004 و2005) وخمسة انتصارات في كأس الأندية الأوروبية مع سيركل ديتشيكس دي مونت كارلو (في 2007 و2008 و2010 و2012 و2008). 2013).
شاركت ألميرا سكريبشينكو في العديد من أولمبياد الشطرنج (مع مولدوفا، ثم مع فرنسا)، ولعبت في كل مرة على اللوحة العليا لفريقها. وهي أيضًا عضو في مجلس ACP (رابطة محترفي الشطرنج).

## رياضة البوكر
لعبت ألميرا أيضًا في بطولات البوكر الكبرى. في عام 2009، احتلت المركز السابع في بطولة العالم للبوكر بلا حدود في بطولة تيكساس هولديم، وفازت بمبلغ 78,664 دولارًا. في عام 2011، فازت بمبلغ 50 ألف دولار عندما احتلت المركز الثاني في بطولة دعوة المشاهير لجولة البوكر العالمية. تتجاوز أرباحها في دورة البوكر 250 ألف دولار.

## رياضة شوغي
تلعب سكريبتشينكو أيضًا رياضة شوغي.